# Alina Șerban
Alina Șerban (n. 29 octombrie 1987, București, România) este o actriță, regizoare, scriitoare și activistă română de etnie romă.

## Biografie
Alina Șerban s-a născut în 1987 într-o familie de romi din București. Avea 8 ani când părinții ei și-au pierdut casa și au fost forțați să se mute la rudele tatălui ei. Câțiva ani mai târziu, mama ei a intrat în închisoare, iar Alina și-a petrecut adolescența într-un cămin de copii până a ajuns la facultate.
A absolvit UNATC, a fost bursieră la Tisch School of the Arts New York, a făcut un master la The Royal Academy of Dramatic Art și a fost studenta română a anului 2012 în Marea Britanie.A scris două piese de teatru, care au avut un succes răsunător la Londra. Una dintre cele două piese este Home, piesă care spune povestea diferiților imigranți care caută o viață mai bună în Marea Britanie. Cu această piesă a câștigat concursul „Stories of London” Rich Mix.
Este prima artistă romă distinsă cu una dintre cele mai înalte onoruri oferite de statul român: Ordinul „Meritul Cultural” în grad de Cavaler, Categoria D - Arta spectacolului. Distincția i-a fost acordată de Președintele României pentru contribuția artistică importantă, la nivel național și internațional.
Este inițiatoarea teatrului cu mesaj social rom în România și de peste 16 ani, folosește filmul și teatrul pentru a combate discriminarea și pentru a da voce poveștilor persoanelor marginalizate. Abordează subiecte legate de identitatea și istoria romilor, dintr-o perspectivă romă autentică. Prin munca sa, a creat spațiu pentru poveștile despre comunitatea romă mai întâi în teatrul independent, apoi în mainstream, atât prin teatru, cât și prin film.
În 2016 a publicat prima colecție de basme ale romilor din România.
A jucat în piese de teatru și în filme, a scris piesa de teatru „Declar pe propria răspundere” și „Marea Rușine”, o dramă care vorbește despre 500 de ani de sclavie a romilor în țările române. În 2018 a pășit pentru prima dată pe covorul roșu al Festivalului de Film de la Cannes.
Spectacolul ei, „Cel mai bun copil din lume”, este prima producție regizată de o artistă romă inclusă în repertoriul permanent al Teatrului Național București. Realizat de Centrul de Creație și Cercetare „Ion Sava”, în cadrul programului 9G la TNB, spectacolul se joacă de aproape patru ani sold out. Iar în deplasare, spectacolul a fost jucat în Germania, New York, Jocurile Francofoniei din Congo, la Bineala de la Veneția.
În cinema, Alina Șerban joacă în filmul macedonean „Housekeeping for Beginners”, premiat la Festivalul de Film de la Veneția (2023) și propus de Macedonia de Nord la Oscar (2024). Filmul a fost distribuit în cinematografele din SUA și Australia, urmând să fie distribuit și în România. 
Este de patru ori câștigătoare a premiului „Cea mai bună actriță” pentru rolul principal din producția germană „Gipsy Queen” și a fost desemnată „Cea mai bună actriță a Germaniei” din partea Uniunii Actorilor Germani, pentru aceeași peliculă, în anul 2020.
Este de trei ori câștigătoare a premiului „Cea mai bună actriță” pentru rolul principal din producția româno-belgiană „Singură la nunta mea”, cu care a reprezentat România la Festivalul de Film de la Cannes in 2018.
Ca regizoare și scenaristă, Alina Șerban a realizat scurtmetrajele „Bilet de iertare” și „Eu contez”, premiate atât la nivel național, cât și internațional. „Bilet de iertare” este primul scurtmetraj despre sclavia romă, scris dintr-o perspectivă romă. În 2021, a câștigat Winner at Torino Short Film Market pentru scurtmetrajul „Eu contez”.
Din 2015, coordonează ateliere de dezvoltare și proiecte de teatru și film dedicate tinerilor din centre de plasament, realizând documentarele de scurtmetraj „Vanessa”, „Eu sunt Nicu”, „Lucrurile bune nu vin primele”, „La revedere, castelule!”  seria „Fără frică”  și „Momentul meu”. De trei ani, organizează Gala Tinerilor Instituționalizați „Eu contez”.
A fost selectată ca unul dintre cele mai promițătoare talente care vor contribui la modelarea viitorului Europei, alături de alți 43 de lideri, în cadrul programului European Young Leaders.  
Piesa ei de teatru  „Marea Rușine" a fost selectată de prestigiosul concurs de traduceri EURODRAM, publicată în Franța de către Universitatea din Strasbourg,  la editura Maison d'Europe et d'Orient. Publicația va fi prezentă și la salonul de carte ICR Festival du Livre Paris - 2025.
În prezent, lucrează la filmul „Eu contez”, care va deveni primul lungmetraj al unei regizoare rome din România și unul dintre puținele lungmetraje din lume regizate de o femeie de etnie romă.

## Filmografie
| An   | Titlu                                      | Rol | Scenografie | Regie | Note |
| ---- | ------------------------------------------ | --- | ----------- | ----- | --- |
| 2008 | The Last Enemy / Ultimul inamic            | Da  | Nu          | Nu    | |
| 2015 | Killer Psychopaths                         | Da  | Nu          | Nu    | |
| 2016 | Scris/Nescris                              | Da  | Nu          | Nu    | |
| 2018 | Doing Money                                | Da  | Nu          | Nu    | |
| 2019 | Gipsy Queen                                | Da  | Nu          | Nu    | Cea mai bună actriță la festivalurile Tallin Black Nights, Turcia-Germania din Nurengerg, Premiul Uniunii actorilor din Germania, Premiul pentru Film Gunter Rohrbach |
| 2019 | Seule à mon mariage / Singură la nunta mea | Da  | Nu          | Nu    | |
| 2020 | Bilet de iertare                           | Da  | Da          | Da    | scurtmetraj |
| 2021 | Babardeală cu bucluc sau porno balamuc     | Da  | Nu          | Nu    | |
| 2021 | Eu contez                                  |     |             |       | |
| 2023 | Housekeeping for Beginners                 |     |             |       | |

## Teatru
Alina Șerban scrie și regizează spectacole de teatru din 2016. Din 2021 pune în scenă primul ei spectacol la Teatrului Național din București. 
- 2021 - Cel mai bun copil din lume[16]
- 2016 - Marea rușine[17]

## Recunoaștere
- 2024 Ordinul „Meritul Cultural” în grad de Cavaler, Categoria D – „Arta spectacolului”[10] - prima artistă romă din istorie care a primit această medialie de onoare.[18]

## Influență
În 2024, În cadrul proiectului Bare Rroma, Arina Costea și Mihai Leonard Moisa împreună cu ilustratoarea Amandine Bănescu au realizat o carte pentru copii inspirată din viața artistei intitulată Puțin curaj.